# Kanton Auxerre-1
Der Kanton Auxerre-1 ist seit 2015 ein französischer Wahlkreis für die Wahl des Départementrats im Département Yonne in der Region Bourgogne-Franche-Comté. Er umfasst vier Gemeinden im Arrondissement Auxerre und hat sein Bureau centralisateur in Auxerre.

## Gemeinden
Der Kanton besteht aus vier Gemeinden und Gemeindeteilen mit insgesamt 13.913 Einwohnern (Stand: 1. Januar 2022) auf einer Gesamtfläche von 41,01 km²:
| Gemeinde                  | Einwohner 1. Januar 2022 | Fläche km² | Dichte Einw./km² | Code INSEE | Postleitzahl |
| ------------------------- | ------------------------ | ---------- | ---------------- | ---------- | ------------ |
| Auxerre                   | 8.302                    | 2,41       | 3.445            | 89024      | 89000, 89290 |
| Lindry                    | 1.334                    | 15,23      | 88               | 89228      | 89240        |
| Saint-Georges-sur-Baulche | 3.176                    | 9,60       | 331              | 89346      | 89000        |
| Villefargeau              | 1.101                    | 13,77      | 80               | 89453      | 89240        |
| Kanton Auxerre-1          | 13.913                   | 41,01      | 339              | 8901       | –            |

1. ↑   Nur der westliche Teil der Gemeinde, der Rest verteilt sich auf die Kantone Auxerre-2, 
 Auxerre-3 und Auxerre-4.